# هيلدا مورلي
هيلدا مورلي (بالإنجليزية: Hilda Morley)‏ هي كاتِبة وشاعرة أمريكية، ولدت في 1916 في نيويورك في الولايات المتحدة، وتوفيت في 23 مارس 1998 في لندن في المملكة المتحدة.